# Jessie Thill
Jessie Thill (nascida a 10 de Fevereiro de 1996) é uma política luxemburguesa do Partido Verde que foi membro da Câmara dos Deputados de 2022 a 2023. De 2019 a 2021, serviu como porta-voz da ala jovem do partido, déi jonk gréng. Nas eleições comunais de 2017, foi eleita vereadora de Walferdange.